# اسکات ساندرلند (زاده ۱۹۸۸)
اسکات ساندرلند (انگلیسی: Scott Sunderland؛ زادهٔ ۱۶ مارس ۱۹۸۸) دوچرخه‌سوار اهل استرالیا است.
وی در مسابقات کشوری و بین‌المللی در مجموع برندهٔ ۴ مدال طلا، ۱ مدال نقره شده‌است.